# Plumb Point fyr
Plumb Point fyr är en fyr på Plumb Point på näset Palisadoes mellan Port Royal och Jamaicas fastland, som vägleder fartygstrafiken till Kingston Harbour.
Fyren, som tändes första gången år 1853, är 21 meter hög. Den nedersta delen består av ett murat torn och den översta av ett torn av gjutjärn. Tornet, balkongen och lanterninen är vitmålade. Lysapparaten visar växelvis en vit eller en röd blixt var nionde sekund. Det vita ljuset är riktat mot öst med en lysvidd på 25 sjömil, medan det röda är riktat mot söder med en lysvidd på 12 sjömil.
Plumb Point fyr står i anslutning till Norman Manley International Airport, omkring 8 kilometer öst om Port Royal. Den har varit tänd sedan år 1853 endast med avbrott för en jordbävning, som drabbade Port Royal den 14 januari 1907.
Fyrplatsen öppen men fyren är stängd för allmänheten. Man kan dock klättra upp på det murade tornet med hjälp av en utvändig stege.